# Олійник Святослав Васильович
Святослав Васильович Олійник (нар. 4 грудня 1975, Дніпро, СРСР) — український юрист та політик. У березні 2014-го року призначений виконувачем обов'язки заступника голови Дніпропетровської обласної державної адміністрації. Голова Дніпропетровської обласної ради з 8 листопада 2019 по 16 грудня 2020 року.

## Освіта
У 1998 році закінчив Дніпропетровський державний університет за спеціальністю «Правознавство». У 2009-му — факультет психології Санкт-Петербурзького державного університету за спеціальністю «Онтопсихологія».

## Кар'єра
У 1998–2005 рр. працював в органах прокуратури. Періодично виконував обов'язки прокурора міста Дніпра. Звільнився за власним бажанням.
Розпочав приватну адвокатську діяльність.
2006–2007 рр.. — Народний депутат України V скликання від Блоку Юлії Тимошенко (№ 86 у виборчому списку). Голова підкомітету з питань парламентського контролю над дотриманням прав людини в діяльності правоохоронних органів та роботи з заявами і зверненнями громадян Комітету Верховної Ради з питань законодавчого забезпечення правоохоронної діяльності.
2007–2012 рр.. — Народний депутат України VI скликання від БЮТ (№ 86 у списку). Голова підкомітету з питань кримінально-процесуального законодавства Комітету з питань правосуддя.
Автор низки законопроєктів, серед яких — закони, присвячені впровадженню додаткових заходів із захисту прав людини в кримінальному процесі, а також упорядкування системи досудового слідства в Україні.
У вересні 2010 року вийшов із фракції БЮТ.
У 2010 році Святослав Олійник очолив політичну партію «Україна Майбутнього», яка ухвалила рішення брати участь у виборах депутатів місцевих рад, сільських, селищних та міських голів на території Дніпропетровської області.
На місцевих виборах 2010 року балотувався на посаду міського голови Дніпропетровська. За підсумками голосування посів друге місце (поступився чинному міському голові Івану Куліченко, кандидатуру якого підтримала Партія регіонів). Очолювана Олійником партія «Україна майбутнього» провела до місцевих рад різних рівнів Дніпропетровської області 39 депутатів.
На парламентських виборах восени 2012 року йшов першим номером у списку партії «Україна майбутнього», однак політсила не подолала 5-відсоткового бар'єру, і до Верховної Ради VII скликання Олійник не потрапив.
На виборах народних депутатів України у 2014 році Олійник знову очолив виборчий список політичної партії «Україна Майбутнього», до якого також увійшли волонтери, учасники АТО, громадські діячі. Однак партія вдруге не подолала 5-відсоткового бар'єру та не отримала представництва у парламенті.
У березні 2014 року Ігор Коломойський на посаді голови Дніпропетровської обласної державної адміністрації призначив Святослава Олійника одним із своїх заступників.
5 березня — 25 вересня 2014 року — виконувач обов'язків заступника голови в Дніпропетровській обласній державній адміністрації.
25 вересня 2014 року — 25 березня 2015 року — заступник голови в Дніпропетровській обласній державній адміністрації.
Після звільнення Ігоря Коломойського з посади голови Дніпропетровської обласної державної адміністрації Святослав Олійник також подав у відставку. Проте новий керівник Валентин Резніченко пропонує призначити Святослава Олійника своїм першим заступником. Проте на даний час перший заступник голови Дніпропетровської облдержадміністрації є Кужман Олег Миколайович.
Протягом роботи в Дніпропетровській обласній державній адміністрації входив до складу
- міжвідомчої координаційно-методичної ради з правової освіти населення при Дніпропетровській обласній державній адміністрації[9],
- постійно діючої обласної комісії з питань розгляду звернень громадян при Дніпропетровській обласній державній адміністрації[10],
- громадської екологічної ради при Дніпропетровській обласній державній адміністрації[11],
- обласної комісії з питань евакуації[12],
- обласної призовної комісії[13].

На місцевих виборах у 2015 році балотувався до Дніпропетровської обласної ради від політичної партії «Відродження».
За результатами виборів рішенням Дніпропетровської обласної виборчої комісії № 95 від 27 листопада 2015 року Олійника Святослава Васильовича зареєстровано депутатом Дніпропетровської обласної ради.
16 грудня 2015 року Олійника Святослава Васильовича обрано першим заступником голови Дніпропетровської обласної ради.
З 8 листопада 2019 по 16 грудня 2020 року — голова Дніпропетровської обласної ради

## Спорт
15 березня 2015 року Святослава Васильовича Олійника обрано новим президентом Федерації бадмінтону Дніпропетровської області. На черговій звітно-виборній конференції його кандидатура була висунута попереднім президентом Федерації Вікторією Семенютою та підтримана одноголосно учасниками конференції .
За підтримки Святослава Олійника в Дніпропетровській області пройшов турнір Fly Open Dnepr 2016, який об’єднав провідних бадмінтоністів Дніпропетровщини та аматорів .
Сьогодні Олійник Святослав Васильович є віце-президентом та членом виконавчого комітету Федерації бадмінтону України .